# Cyamiocardium dahli
Cyamiocardium dahli is een tweekleppigensoort uit de familie van de Cyamiidae. De wetenschappelijke naam van de soort is voor het eerst geldig gepubliceerd in 1957 door Soot-Ryen.